# 문정숙
문정숙(文貞淑, 1927년 3월 12일 ~ 2000년 3월 1일)은 대한민국의 배우이다.

## 생애
평북 선천군 출생. 보성여학교 재학 시절인 17세 때부터 연극 활동으로 배우 경력을 시작했다. 영화 데뷔는 1952년 신상옥의 감독 데뷔작 《악야》를 통해서였다. 이강천 감독의 1958년작 《생명》을 통해 주연급 스타 배우로 성장했다. 1962년 《다이알 112를 돌려라》에 출연하면서부터 이만희 감독의 히로인이자 페르소나로서 오랫동안 공동 작업을 함께 했다. 말년에도 박철수 감독의 《학생부군신위》에 출연하는 등 300여 편의 작품을 남겼다. 1953년 가수로도 데뷔한 그는 가창에도 소질이 있어서 《생명》, 《꿈은 사라지고》, 《심야의 부르스》, 《그 이름을 잊으리》, 《예라이샹》 등에서 부른 주제가는 음반으로 발매되어 큰 인기를 얻었다. 2000년 3월 지병인 간질환으로 숨졌다.

## 평가
"1960년대 가장 뛰어난 성격배우," "검은 눈동자의 우수," "도회적 이미지가 빛을 발했"던 배우 등의 평가를 받았다.

## 영화 출연
- 1955년 젊은 그들
- 1956년 서울의 휴일
- 1956년 유전의 애수
- 1958년 종각
- 1958년 생명
- 1958년 낙화유수
- 1959년 꿈은 사라지고
- 1959년 세 번째 남편(살아야 한다)
- 1959년 홀로 우는 별
- 1960년 두 여인
- 1960년 심야의 부르스
- 1960년 그 이름을 잊으리
- 1960년 질투
- 1961년 언니는 말괄량이
- 1961년 내 청춘에 한은 없다
- 1962년 두만강아 잘 있거라
- 1962년 다이알 112를 돌려라
- 1963년 돌아보지 마라
- 1964년 마의 계단
- 1964년 검은 머리
- 1965년 칠인의 여포로
- 1965년 생명은 불꽃처럼
- 1966년 시장
- 1966년 만추
- 1966년 예라이샹
- 1967년 귀로
- 1967년 망각
- 1969년 사화산
- 1972년 이 생명 다시한번
- 1972년 의사 안중근
- 1972년 남과 여
- 1974년 울지 않으리
- 1974년 잊지 못할 모정
- 1974년 청녀
- 1976년 젊은 도시
- 1976년 어머니와 아들
- 1976년 돌아온 팔도강산
- 1978년 고가
- 1979년 경찰관
- 1981년 사랑하는 사람아
- 1982년 탄야
- 1983년 엑스
- 1984년 낮과 밤
- 1984년 사랑 그리고 이별
- 1985년 불의 회상
- 1985년 장남
- 1985년 아가씨와 사관
- 1987년 덫
- 1989년 제3세대 우뢰매 6 - 김 여사 역
- 1990년 휴거
- 1996년 학생부군신위

## 가족 관계
월북하여 북한에서 공훈배우 칭호를 받은 문정복의 동생이며, 배우 양택조의 이모이다. 이혼 후 이만희와 7년 넘게 연인관계를 유지한 것으로 유명하다.